# La Boissière-en-Gâtine
La Boissière-en-Gâtine és un municipi francès situat al departament de Deux-Sèvres i a la regió de la Nova Aquitània. L'any 2007 tenia 243 habitants.

## Demografia

### Població
El 2007 la població de fet de La Boissière-en-Gâtine era de 243 persones. Hi havia 95 famílies de les quals 16 eren unipersonals (4 homes vivint sols i 12 dones vivint soles), 42 parelles sense fills, 25 parelles amb fills i 12 famílies monoparentals amb fills.
La població ha evolucionat segons el següent gràfic:
Habitants censats

### Habitatges
El 2007 hi havia 128 habitatges, 106 eren l'habitatge principal de la família, 15 eren segones residències i 7 estaven desocupats. Tots els 128 habitatges eren cases. Dels 106 habitatges principals, 88 estaven ocupats pels seus propietaris, 16 estaven llogats i ocupats pels llogaters i 2 estaven cedits a títol gratuït; 1 tenia dues cambres, 9 en tenien tres, 25 en tenien quatre i 71 en tenien cinc o més. 103 habitatges disposaven pel capbaix d'una plaça de pàrquing. A 52 habitatges hi havia un automòbil i a 49 n'hi havia dos o més.

### Piràmide de població
La piràmide de població per edats i sexe el 2009 era:
| Homes | Edats   | Dones |
| ----- | ------- | ----- |
| 0     | 95 o +  | 0     |
| 0     | 90 a 94 | 0     |
| 8     | 85 a 89 | 0     |
| 4     | 80 a 84 | 4     |
| 0     | 75 a 79 | 4     |
| 4     | 70 a 74 | 4     |
| 4     | 65 a 69 | 4     |
| 12    | 60 a 64 | 8     |
| 16    | 55 a 59 | 8     |
| 8     | 50 a 54 | 20    |
| 16    | 45 a 49 | 8     |
| 4     | 40 a 44 | 16    |
| 12    | 35 a 39 | 0     |
| 0     | 30 a 34 | 8     |
| 8     | 25 a 29 | 4     |
| 12    | 20 a 24 | 4     |
| 12    | 15 a 19 | 4     |
| 16    | 10 a 14 | 8     |
| 4     | 5 a 9   | 4     |
| 4     | 0 a 4   | 0     |

## Economia
El 2007 la població en edat de treballar era de 160 persones, 112 eren actives i 48 eren inactives. De les 112 persones actives 103 estaven ocupades (59 homes i 44 dones) i 9 estaven aturades (2 homes i 7 dones). De les 48 persones inactives 31 estaven jubilades, 11 estaven estudiant i 6 estaven classificades com a «altres inactius».

### Ingressos
El 2009 a La Boissière-en-Gâtine hi havia 101 unitats fiscals que integraven 240 persones, la mediana anual d'ingressos fiscals per persona era de 14.628 €.

### Activitats econòmiques
Dels 8 establiments que hi havia el 2007, 2 eren d'empreses de construcció, 2 d'empreses de comerç i reparació d'automòbils, 2 d'empreses de transport, 1 d'una empresa immobiliària i 1 d'una empresa classificada com a «altres activitats de serveis».
Dels 2 establiments de servei als particulars que hi havia el 2009, 1 era un paleta i 1 restaurant.
L'any 2000 a La Boissière-en-Gâtine hi havia 27 explotacions agrícoles que ocupaven un total de 1.180 hectàrees.

## Poblacions més properes
El següent diagrama mostra les poblacions més properes.